# Sarah Robinson-Duff
Sarah Robinson-Duff, née à Bangor (Maine) et morte le 11 mai 1934 à New York, est une soprano américaine et célèbre professeure de chant de nombreux chanteurs connus, dont Mary Garden et Alice Nielsen. Elle a écrit le livre de pédagogie vocale Simple Truths Used by Great Singers (1919) qui est basé sur la tradition de son professeur, Mathilde Marchesi. Elle est considérée comme l'un des professeurs de chant les plus importants aux États-Unis de la fin du XIXe siècle et du début du XXe siècle.
« Le souffle et l'intelligence sont les qualités les plus nécessaires pour un chanteur. »

## Biographie
Robinson-Duff est la fille de Henry K. Robinson et de sa femme Frances Robinson (née McClintock). Elle est une descendante de John Robinson (1576-1625), le pasteur des Pilgrim Fathers avant leur départ sur le Mayflower. À 18 ans, elle épouse le colonel Charles Duff. Leur fille, Frances Robinson-Duff (en) (1878-1951), est devenue une importante enseignante d'art dramatique dont les élèves comprenaient Katharine Hepburn, Dorothy Gish, Helen Hayes, Mary Pickford et Clark Gable, entre autres,. Ils eurent également deux fils : Roden Robinson-Duff, médecin à Chicago, et Jay Robinson-Duff, trader à la bourse de New York.
Robinson-Duff étudie le chant en Europe avec George Henschel et Mathilde Marchesi. Avant sa carrière d'enseignante, elle est soprano dans des concerts et des opéras en Europe. Elle enseigne le chant à Chicago de 1889 à 1897 où l'une de ses élèves est Mary Garden,. Son studio est situé au no 63 Auditorium Building. En 1890, elle donne un récital avec ses élèves au Central Music Hall (en) à Chicago. En 1897, elle s'installe à Paris et célèbre le tournant du siècle lors d'une fête organisée par Horace Porter, ambassadeur des États-Unis en France, et sa femme. Elle enseigne le chant à Paris pendant 22 ans. Elle habite et donne ses leçons 103 rue de la Faisanderie. En 1919, elle retourne aux États-Unis et s'installe à New York où elle continue d'enseigner le chant. L'une de ses élèves est la soprano Florence Kimball (en), la professeure de Leontyne Price, qui devient une célèbre professeure de chant à la Juilliard School pendant 45 ans. Ses autres étudiants couronnés de succès comprennent la contralto Jessie Bartlett Davis (en) ; les sopranos Frieda Hempel, Mary McCormic, Alice Nielsen et Marcia Van Dresser (en) ; les Mezzo-soprano Olive Fremstad et Fanchon H. Thompson ; et la star du vaudeville Nora Bayes,.
Elle est morte à New York le 11 mai 1934,.